# Assunta (nome)
Assunta  è un nome proprio di persona italiano femminile.

## Varianti
- Femminili:
  - Alterati: Assuntina
  - Composti: Maria Assunta, Mariassunta
- Maschili: Assunto
  - Alterati: Assuntino

### Varianti in altre lingue
- Irlandese: Assumpta[3]
- Polacco: Asumpta

## Origine e diffusione

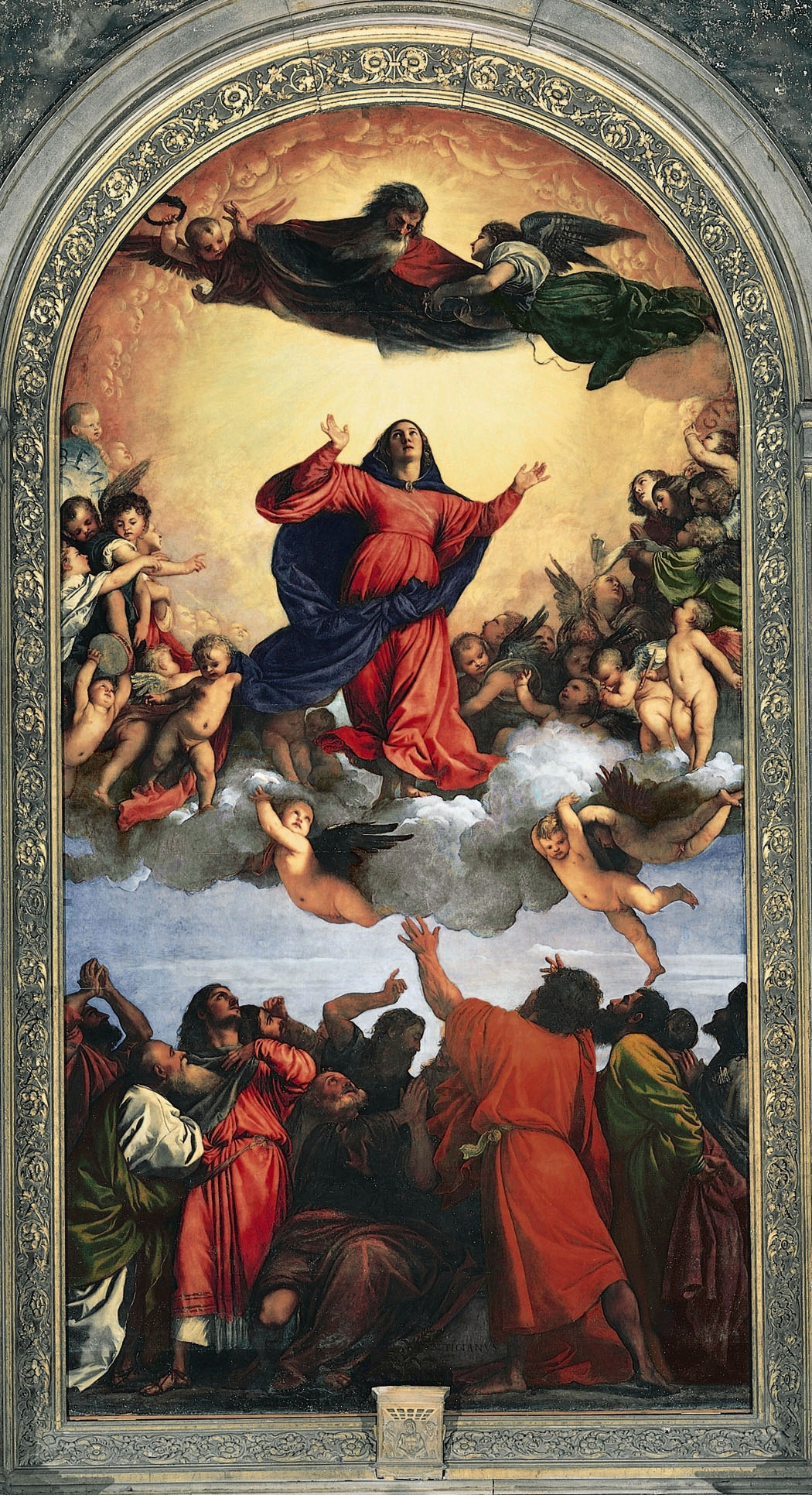
Assunta, di Tiziano

Riflette la devozione per l'Assunzione di Maria Vergine anima e corpo in cielo: trae origine dal latino assumpta, ovvero "assunta [in cielo]", "presa su". Viene talvolta ricollegato al nome spagnolo Asunción che però, pur avendo un'origine etimologica comune, ha significato differente.
È particolarmente diffuso nel Sud Italia.

## Onomastico
L'onomastico si festeggia il 15 agosto, quando si ricorda l'Assunzione di Maria al cielo. Si ricorda inoltre con questo nome la beata Maria Assunta Pallotta, francescana, commemorata il 7 aprile, e la beata Assunta Marchetti, cofondatrice delle scalabriniane, commemorata il 1º luglio.

## Persone
- Assunta Almirante, vedova di Giorgio Almirante
- Assunta Canfora, pugile italiana
- Assunta Legnante, atleta italiana
- Assunta Maresca, criminale italiana
- Assunta Meloni, politica sammarinese
- Assunta Randello, calciatrice italiana
- Assunta Stacconi, attrice italiana
- Assunta Viscardi, insegnante italiana

### Variante Assumpta
- Assumpta Serna, attrice spagnola

### Variante Maria Assunta
- Maria Assunta Alexandroff Bassi, scrittrice italiana
- Maria Assunta Lorenzoni, partigiana e crocerossina italiana
- Maria Assunta Pallotta, religiosa italiana

## Il nome nelle arti
- Assunta Spina è la protagonista dell'omonimo dramma di Salvatore Di Giacomo, e di tutte le opere da esso derivate.
- Assunta Salvetti è un personaggio della soap opera Un posto al sole.
- Assunta è un personaggio della commedia Uomo e galantuomo di Eduardo De Filippo.
- Assunta è un personaggio della commedia L'abito nuovo di Eduardo De Filippo.
- Assunta è un personaggio della commedia Occhiali neri di Eduardo De Filippo.
- Assunta May è un personaggio della webserie Bob Torrent.